# 大阪市立晴明丘小学校
大阪市立晴明丘小学校（おおさかしりつ せいめいがおかしょうがっこう）は、大阪府大阪市阿倍野区晴明通にある公立小学校。
阿倍野区西部の住宅地に位置する。現在の阿倍野区の区域ではもっとも歴史の古い小学校となり、当校から5小学校が分離開校している。

## 沿革

### 創立前史
明治時代初期に当時の東成郡天王寺村に設置された、第五大区第一小区第四番小学校（東成郡阿部野尋常小学校）・第五大区第一小区第五番小学校（東成郡天下茶屋尋常小学校）の2小学校が、晴明丘小学校の起源となっている。
明治時代初期には天王寺村に第一番天王寺・第四番阿部野・第五番天下茶屋の各小学校が設置されていた。3校は1896年に一時合併し、阿部野・天下茶屋両校は天王寺校の分校となっていたこともあった。しかしすぐにそれぞれ再独立している。
天王寺村は1897年、大阪市の第一次市域拡張に伴い、北部を大阪市に分離編入された。これに伴い天王寺小学校は大阪市に移管し、後身は現在の大阪市立天王寺小学校・大阪市立大江小学校となっている。
大阪市第一次市域拡張の際、村南部は天王寺村として存続し、村内に天下茶屋・阿部野の2小学校が残った形になった。天下茶屋尋常小学校は大字天王寺を、阿部野尋常小学校は大字阿部野をそれぞれ校区とした。

### 晴明丘小学校の創立
天下茶屋・阿部野の2つの小学校を1901年2月1日に統合し、天王寺村大字阿部野字南坂田256番地（現在地）に東成郡天王寺尋常小学校が開校した。この時開校した天王寺尋常小学校が、晴明丘小学校の直接的な起源となっている。開校当初は天王寺村役場に併設され、天王寺村全域を校区とした。当時の学校規模は、3学級172名だった。
1910年には高等科を併設し、東成郡天王寺尋常高等小学校に改称している。
天王寺村は住宅地として開発され、これに伴って地域の人口および就学児童数も急増した。このため大正時代には村に小学校が次々と増設されることになった。1912年4月1日には従来の校区から、大正通り（阿倍野霊園南側を東西に走っていた通り）およびその延長線の直線以北の地域を分離し、東成郡天王寺第二尋常小学校（現在の大阪市立常盤小学校）を開設した。
1919年から1923年にかけての4年間で新設校が次々とできたため、短期間の間に校区の再編を繰り返している。1919年9月5日には天王寺・天王寺第二の2校の校区を再編し、東成郡天王寺第三尋常小学校（現在の大阪市立丸山小学校）が開校した。また1921年1月8日には天王寺・天王寺第三の2校の校区を再編し、東成郡天王寺第四尋常小学校（現在の大阪市立天下茶屋小学校）が開校した。さらに1923年7月23日には、東成郡天王寺第六尋常小学校（現在の大阪市立阿倍野小学校）が分離している。
天王寺村は1925年4月1日、大阪市の第二次市域拡張により全域が大阪市に編入された。これに伴い大阪市天王寺尋常高等小学校へと改称している。
1934年9月21日の室戸台風では、一部校舎が倒壊する被害を受けている。1938年7月1日には、大阪市晴明丘尋常高等小学校へと改称した。

### 国民学校時代
国民学校令により、1941年4月1日付で大阪市晴明丘国民学校と改称した。晴明丘国民学校は初等科と高等科を併設した。
戦局の悪化により、1944年には学童疎開が実施されるようになった。大阪市でも当時の市域全域の国民学校初等科児童が疎開対象となった。大阪市では各行政区ごとに疎開先の地域を割り当て、阿倍野区の国民学校は和歌山県へと疎開することになった。
晴明丘国民学校の集団疎開先は和歌山県伊都郡学文路村（現在の橋本市）・九度山町・河根村（現在は九度山町に合併）と決まり、1944年8月31日に現地へ向けて出発した。
児童は和歌山県伊都郡河根国民学校（現在の九度山町立河根小学校）など現地の学校を借用して授業を受け、また現地の寺院や元旅館などを宿舎とした。終戦直後の1945年10月まで集団疎開生活が続くことになった。
高等科は1945年、大阪市全体として高等科を1行政区あたり1-2校の高等科単独設置国民学校へと統合・集約させる方針が出されたことに伴い、高等科を単独設置していた大阪市昭和国民学校へと移管・統合されている。大阪市昭和国民学校は大阪市阿倍野国民学校（現在の大阪市立阿倍野小学校）の高等科が独立し、1941年に高等科単独校として桃山学院東隣（現在の大阪市立阿倍野中学校敷地）に設置された学校である（学制改革に伴い1947年廃校）。
大阪大空襲では校区の一部に被害を受けたが、学校施設には被害はなかった。

### 戦後の小学校
終戦に伴って1945年10月に疎開先から児童が戻り、授業が再開された。1947年に実施された学制改革により、大阪市立晴明丘小学校へと改称している。
阿倍野区は空襲被害が他区と比較して相対的に少なかったため、終戦直後には転入人口が増加している。また第一次ベビーブーム世代が就学期を迎えたことも加わり、1950年代には学校規模が過大となった。在籍児童数は1959年にピークの2535名となり、教室が足りなくなったために二部授業もおこなわれた。
1953年には西運動場を校地として加えている。学校西隣の土地は、大阪府が団地として開発する予定だった。しかし当時の児童数増加や学校過密化の状況から「学校敷地拡張が必要」として学校が大阪府に請願をおこない、学校拡張用地として取得することになった。
晴明丘小学校では1954年にプールを設置した。学校記念誌によると、大阪市立小学校としては最初にプールを設置した小学校と紹介されている。
1969年には地域住民の要望により、西成区天神ノ森を従来の大阪市立岸里小学校校区から晴明丘小学校校区へと編入している。

### 晴明丘南小学校の分離
児童数はピークの1959年以降はやや減少したものの、1980年代まで常時1500-2000人規模の児童数で推移してきた。そのため教室不足など学校の過密化が問題化していた。
1978年に晴明丘小学校の用地として、帝塚山に土地を取得した。帝塚山の校地は1980年より運動場として使用された。その後分校設置委員会が具体化し、1986年に帝塚山校地に分校が完成した。
分校は校区南部在住の1-3年生児童を収容する学年分校として開校し、翌1987年には学年進行で4年生まで収容した。1988年には分校が独立し、大阪市立晴明丘南小学校として5年生までの児童で開校した。

### 年表
- 1877年4月 - 第五大区第一小区第四番小学校（東成郡阿倍野尋常小学校）が創立。
- 1877年5月 - 第五大区第一小区第五番小学校（東成郡天下茶屋尋常小学校）が創立。
- 1901年2月1日 - 天下茶屋・阿倍野の両校を合併、東成郡天王寺尋常小学校として現在地に創立。
- 1908年5月21日 - 校地を拡張。
- 1912年4月1日 - 東成郡天王寺第二尋常小学校（現在の大阪市立常盤小学校）が分離開校。
- 1912年9月10日 - 校地を拡張。
- 1913年10月20日 - 校地を拡張。
- 1919年9月5日 - 校区の一部を、新設の東成郡天王寺第三尋常小学校（現在の大阪市立丸山小学校）へ分離。
- 1921年1月8日 - 東成郡天王寺第四尋常小学校（現在の大阪市立天下茶屋小学校）が分離開校。
- 1923年7月23日 - 東成郡天王寺第六尋常小学校（現在の大阪市立阿倍野小学校）が分離開校。
- 1925年4月1日 - 天王寺村が大阪市に編入されたことに伴い、大阪市天王寺尋常高等小学校と改称。
- 1938年7月1日 - 大阪市晴明丘尋常高等小学校に改称。
- 1941年4月1日 - 国民学校令により、大阪市晴明丘国民学校に改称。
- 1944年8月28日 - 学童集団疎開を実施。
- 1945年4月 - 高等科を、高等科単独校の大阪市昭和国民学校に移管。
- 1947年4月 - 学制改革により、大阪市立晴明丘小学校に改称。
- 1953年10月 - 校地を拡張。
- 1954年2月15日 - 校地を拡張。
- 1954年6月 - 校歌制定。
- 1954年 - プール完成。
- 1961年5月11日 - 校地を拡張。
- 1969年3月 - 地域住民の要望により、西成区天神ノ森を校区に編入。
- 1979年4月 - 校訓制定。
- 1978年 - 阿倍野区帝塚山1丁目（現・晴明丘南小学校校地）を当校校地として取得。
- 1980年 - 帝塚山校地を運動場として使用開始。
- 1985年4月 - 帝塚山校地に分校校舎建設工事を開始。
- 1986年4月 - 分校での授業を開始。1-3年生の児童を収容する学年分校とする。
- 1988年4月 - 分校を大阪市立晴明丘南小学校として分離。

## 通学区域
- 阿倍野区 橋本町、晴明通、相生通、阿倍野元町（一部を除く）、北畠1丁目、北畠2丁目（一部）。
- 西成区 天神ノ森1丁目の一部。

卒業生は基本的に大阪市立阪南中学校に進学する。

## 交通
- 阪堺電気軌道上町線 東天下茶屋停留場 西へ約400m。
- 同阪堺線 聖天坂停留場 東へ約500m。
- Osaka Metro四つ橋線 岸里駅 東へ約1km。
- 南海本線・高野線・Osaka Metro堺筋線 天下茶屋駅 南東へ約1.1km。